# Jozef Krnáč
Jozef Krnáč (* 30. Dezember 1977 in Bratislava) ist ein ehemaliger slowakischer Judoka.

## Sportliche Laufbahn
Der 1,74 m große Jozef Krnáč trat meist im Halbleichtgewicht an, der Gewichtsklasse bis 66 Kilogramm. 1995 belegte er den dritten Platz bei den Junioren-Europameisterschaften. 1996 war er Juniorenweltmeister und erkämpfte Silber bei den Junioreneuropameisterschaften. 1997 gewann er dann auch den Titel des Junioreneuropameisters. 1998 erkämpfte er eine Bronzemedaille bei den Studentenweltmeisterschaften, 1999 folgte Bronze bei der Universiade. 2000 gewann er den Titel bei den Studentenweltmeisterschaften in Malaga. 
2001 erreichte Jozef Krnáč das Halbfinale bei den Europameisterschaften, nach seiner Niederlage gegen Renat Mirzaliyev aus Aserbaidschan gewann er den Kampf um Bronze gegen den Letten Denis Kozlovs. Bei den Weltmeisterschaften 2001 belegte er den siebten Platz. 2002 unterlag er bei den Europameisterschaften in Maribor erst im Finale gegen den Ungarn Miklós Ungvári. Ende 2002 erkämpfte Krnáč Bronze bei den Studentenweltmeisterschaften. 2003 gewann er noch einmal Bronze bei der Universiade. Bei den Olympischen Spielen 2004 in Athen erreichte er mit vier Siegen das Finale. Nach seiner Niederlage gegen den Japaner Masato Uchishiba erhielt er die Silbermedaille. Jozef Krnáč setzte seine Karriere noch bis 2009 fort und war auch noch bei Weltcup-Turnieren erfolgreich, er erreichte aber keine vorderen Platzierungen bei internationalen Meisterschaften mehr.
Jozef Krnáč trat am 4. November 2024 als Stützpunkttrainer in der Südstadt dem Österreichischen Judoverband bei.

## Landesmeistertitel
Jozef Krnáč gewann insgesamt acht Landesmeistertitel der Slowakei.
- Superleichtgewicht: 1994
- Halbleichtgewicht: 1995, 1997, 1998, 2001, 2008
- Leichtgewicht: 1999, 2006